# Carmela Corren
Carmela Corren (en hebreo: כרמלה קורן‎; (Tel Aviv, 13 de febrero de 1938-15 de enero de 2022) fue una cantante y actriz israelí.

## Carrera
Carmela Corren (siendo soltera Bizman) nació en Tel Aviv el 13 de febrero de 1938. Su mayor sueño fue ser bailarina pero optó por el canto tras sufrir una lesión.
El productor norteamericano de televisión Ed Sullivan descubrió a Carmela en 1956 durante un viaje a Jerusalén. Carmela, una vez fuera del servicio militar israelí, fue convencida para viajar a Nueva York y aparecer en su programa.
Recorrió Sudáfrica junto a Cliff Richard y cantó en numerosos clubes ingleses. Más tarde actuó en diversas películas y participó en programas de televisión. A comienzos de los años 1960s, Carmela llegó a ser muy conocida en Alemania, Suiza y Austria.
Primeramente, ella firmó un contrato con la discográfica Ariola, hasta que en 1966 se cambió a Vogue y posteriormente, en 1968 a Decca.

## Eurovisión 1963
En 1963, Carmela representó a Austria en el Festival de Eurovisión con la canción "Vielleicht geschieht ein Wunder" ("Quizá un milagro ocurrirá"), con la que obtuvo el 7.º lugar con dieciséis puntos.

## Vida personal
Estuvo casada con el productor Horst Geiger desde 1966 hasta 1970, con quien tuvo una hija y un hijo. Durante sus últimos años se trasladó a Florida, Estados Unidos.

## Discografía
- "Sei nicht traurig, geliebte Mama" ("No estás perdiendo una hija, Mamá") (1961)
- "Eine Rose aus Santa Monica" (1962)
- "Wann kommt der Tag" (1962)
- "Vielleicht geschieht ein Wunder" (1963) ("Quizá un milagro ocurrirá")
- "Wer in deine Augen sieht" (1963)
- "Rosen haben Dornen" (1963)
- "Einmal reicht uns das Glück seine Hände" (1963)
- "Abschiednehmen tut so weh" (1965)
- "Verzeih mir" (1966)
- "Die Liebe fängt mit Träumen an" (1966)
- "Alles war ein Traum (Même si tu revenais)" (1967)
- "Heiß wie die Sonne" (1968) ("Caliente como el sol")
- "Never, never, never" (1979)

## Filmografía
- Drei Liebesbriefe aus Tirol (1962)[3]
- Zwischen Schanghai und St. Pauli (1962)
- Sing, aber spiel nicht mit mir (1963)[3]
- Hochzeit am Neusiedler See (1963)[3]